# Orde van de Verkondiging (Frankrijk)
Deze Orde van de Verkondiging, er is een gelijknamige orde in Savoye en Italië, werd in 1619 door Karel van Gonzaga, hertog van Nevers, gesticht en kwam al snel tot grote bloei.
De orde had als doel de ongelovigen te bestrijden en telde naast edele en geestelijke ridders ook dienende broeders. Het motto van de orde was In hoc signo vincam.
De orde verdween na het overlijden van haar stichter al snel in de vergetelheid.
De orde was een van de historische Franse orden en werd door Gustav Adolph Ackermann beschreven.